# جوف عام خارج الجنين
الجوف العام خارج الجنين (أو التجويف المشيمي)  هو جزء من الحمل يتكون من تجويف بين غشاء هويزر والأرومة الغاذية.
أثناء تشكل كيس المحي البدائي، فإن بعض الخلايا الأريمة التحتانية المهاجرة تتحول متميزة إلى خلايا اللحمة المتوسطة التي تملأ الفراغ بين غشاء هويزر والأرومة الغاذية، ومن ثمّ يتشكل الأديم المتوسط خارج الجنين. وأثناء تقدم مراحل تطور الجنين، تبدأ الجوبات الصغيرة في التشكّل داخل الأديم المتوسط خارج الجنين حيث تصبح ذات حجم أكبر مكونة الجوف العام خارج الجنين.
يعمل الجوف العام خارج الجنين على تقسيم الأديم المتوسط خارج الجنين إلى طبقتين: الطبقة الوسطى الجرثومية، التي تقع بالقرب من غشاء هويرز حول السطح الخارجي للكيس المحي البدائي والطبقة المتوسطة للطبقة الجدارية خارج الجنين التي تقع بالقرب من طبقة الأورمة الغاذية الخلوية للجنين.
ويسمى تجويف الجوف العام خارج الجنين أيضًا بالتجويف المشيمي، ويكون محاطًا باللوحة المشيمية، والتي تتكون من طبقة داخلية من الأديم المتوسط للطبقة الجدارية وطبقة خارجية من خلايا الأورمة الغاذية.

## وصلات خارجية
- http://isc.temple.edu/marino/embryology/EMBI97/img015.GIF
- http://www.embryology.ch/anglais/hdisqueembry/triderm09.html نسخة محفوظة 2 مارس 2016 على موقع واي باك مشين.
- http://sprojects.mmi.mcgill.ca/embryology/earlydev/week2/eemes&coel.html